# Chilenomela
Chilenomela is een geslacht van kevers uit de familie bladkevers (Chrysomelidae).
De wetenschappelijke naam van het geslacht werd in 1994 gepubliceerd door Daccordi.

## Soorten
- Chilenomela mimica Daccordi, 1994